# Xinji (köping i Kina, Shandong, lat 35,50, long 118,54)
Xinji (kinesiska: 辛集镇, 辛集) är en köping i Kina. Den ligger i provinsen Shandong, i den östra delen av landet, omkring 190 kilometer sydost om provinshuvudstaden Jinan. Antalet invånare är 50737. Befolkningen består av 25 174 kvinnor och 25 563 män. Barn under 15 år utgör 18,0 %, vuxna 15-64 år 69 %, och äldre över 65 år 12,0 %.
Genomsnittlig årsnederbörd är 1 001 millimeter. Den regnigaste månaden är juli, med i genomsnitt 334 mm nederbörd, och den torraste är januari, med 7 mm nederbörd.